# Piotr Soroczyński
Piotr Zbigniew Soroczyński (ur. 16 marca 1972 w Warszawie) – polski ekonomista i urzędnik państwowy, w latach 2006–2007 podsekretarz stanu w Ministerstwie Finansów.

## Życiorys
Absolwent Szkoły Głównej Handlowej. Od 1994 do 2000 pracował w Banku Handlowym w Warszawie w Departamencie Współpracy z Bankami oraz w Zespole Głównego Ekonomisty Banku w Departamencie Planowania Finansowego. Następnie od 2000 zatrudniony na samodzielnym stanowisku ds. analiz i prognoz makroekonomicznych i później głównego ekonomisty Banku Ochrony Środowiska. Autor artykułów i felietonów na temat procesów gospodarczych.
17 sierpnia 2006 powołany na stanowisko podsekretarza stanu w Ministerstwie Finansów, odpowiedzialnego za dług publiczny oraz prognozy. Odwołany z funkcji 3 stycznia 2007. 5 stycznia 2007 roku był prezesem zarządu Korporacji Ubezpieczeń Kredytów Eksportowych.
Żonaty, ma syna i córkę.